# Арпат (река)
Арпа́т (Пананьян-Узень; укр. Арпат, крымскотат. Arpat, Арпат) — река на юго-восточном берегу Крыма, на территории большой Алушты Крыма, левый приток реки Ускут, среднемноголетний сток, на гидропосте Зеленогорье, составляет 0,030 м³/с, впадает в 1,8 км от устья. Длина реки около 10 километров, площадь бассейна 28,1 км². Уклон реки — 48,3 м/км.

## Топонимика
В работе «Крым. Географические названия: Краткий словарь» помимо основного названия упомянут также вариант Филин. Гидроним Пананьян-Узень (также Панань-Ян-Узень) принято выводить от греческого панайа — греч. παναγία — «всесвятая» (эпитет Богородицы); от него же и урочище Панагия с остатками одноимённого средневекового монастыря. Кушень-Узень с тюркского переводится, как «птичья река» (куш — птица, узень — река).

## Описание
Река образуется в селе Зеленогорье слиянием двух истоков — Пананьян-Узень справа и Кушень-Узень слева.
Основным руслом, собственно Арпатом, принято считать Пананьян-Узень, который берёт своё начало с Арпатской яйлы у перевала Горуча-Богаз, из состоящего из 5 родников одноимённого источника в урочище Панагия. Николай Рухлов считал истоком родник Филин-Чокрак (с дебетом 14800 вёдер в сутки), но к нашему времени установлено, что водоток начинается выше, от родника Панань-Ян-Узень, стекающего по оврагу Филин-Дагын-Озени. Река образует небольшую плодородную долину, в верхней части низвергаясь небольшими водопадами. У окраины Зеленогорья река образует небольшой Арпатский каньон с каскадом живописных водопадов (Арпатские водопады) — популярный туристический маршрут.
У Арпата, согласно справочнику «Поверхностные водные объекты Крыма», 9 безымянных притоков, длиной менее 5 километров, при этом хорощо известна левая составляющая — река Кушень-Узень, берущая начало на склоне Капсихорской яйлы, протекающая по ущелью между горами Муэдзин-Кая и Чок-Сары-Кая (шириною не более 2 саженей). У самого устья на реке создан живописный пруд в месте многочисленных выходов воды. Кроме неё, имеет название правый приток-овраг у самых истоков Арпата — Балхурт-Хаянын-Дагы; на подробных картах обозначен впрдающий справа овраг Тусун-Дере. Ниже селения долина Арпата имеет ширину 100 саженей, покрыта толстым слоем галечных наносов, в глубине которых протекает основной объём воды. Водоохранная зона реки установлена в 50 м.

### Селевая активность
Река селеопасна. Сели в долине проходят периодически с разной интенсивностью. В годы наблюдений крупный сель отмечен в 1954 году. В бассейне реки Андус 28 августа 1954 года селевым паводком на реке Арпат был снесен в море трактор и уничтожена виноградная плантация площадью 8 га.